# 막돼먹은 영애씨 11
《막돼먹은 영애씨 11》는 tvN에서 2012년 11월 29일부터 2013년 3월 28일까지 방영했으며, 《막돼먹은 영애씨》 시리즈 중 열한 번째 드라마다.

## 소개
격동에 휘말린 영애네 회사를 중심으로 대형 사고들이 쏟아지며 침체된 경제와 팍팍한 직장생활에 초점을 맞춘 좌충우돌 이야기

## 등장 인물

### 영애네 사무실
- 김현숙 : 이영애 역 - 아름다운 사람들 디자인 팀장
- 김산호 : 김산호 역 - 아름다운 사람들 이사
- 유형관 : 유형관 역 - 아름다운 사람들 전 사장
- 성지루 : 성지루 역 - 아름다운 사람들 사장 (특별출연)
- 윤서현 : 윤서현 역 - 아름다운 사람들 영업차장
- 임서연 : 변지원 역 - 전업주부, 이영애의 친구
- 정지순 : 정지순 역 - 아름다운 사람들 영업과장
- 심진보 : 심진보 역 - 아름다운 사람들 디자이너
- 강예빈 : 강예빈 역 - 아름다운 사람들 경리

### 영애네 집
- 송민형 : 이귀현 역 - 아버지
- 김정하 : 김정아 역 - 어머니
- 정다혜 : 이영채 역 - 동생
- 고세원 : 김혁규 역 - 이영채의 남편
- 안재민 : 안재민 역 - 이영애의 이종사촌 동생
- 난아 : 김난아 역 - 안재민의 여자친구

### 그 외
- 문영미 : 문영미 역 - 정지순의 스폰서
- 서진아

## 회차별 부제
| 2012년 | 2012년    | 2012년                       |
| 회차   | 방송일자  | 부제                         |
| ------ | --------- | ---------------------------- |
| 제1회  | 11월 29일 | 새 사장님을 소개합니다       |
| 제2회  | 12월 6일  | 지루밖 인생                  |
| 제3회  | 12월 13일 | 내조의 덩어리                |
| 제4회  | 12월 20일 | 삶고 씹고 때리고 말리고      |
| 제5회  | 12월 27일 | 연말인데 이런 C,EO           |
| 2013년 |           |                              |
| 제6회  | 1월 3일   | 새가 된해                    |
| 제7회  | 1월 10일  | 응답하라 성사장              |
| 제8회  | 1월 17일  | 구관이 형관                  |
| 제9회  | 1월 24일  | 뱀의 해, 꽃뱀스캔들          |
| 제10회 | 1월 31일  | 나이는 숫자에 불과하지 않다  |
| 제11회 | 2월 7일   | 결혼하기로 지장 찍은 날      |
| 제12회 | 2월 14일  | 내남자를 강추한 여자         |
| 제13회 | 2월 21일  | 힐링캠프, 기쁘지 아니하다    |
| 제14회 | 2월 28일  | 그녀들의 19금 조언           |
| 제15회 | 3월 7일   | 미치니까 사람이다            |
| 제16회 | 3월 14일  | 화이트 데이, 화를 부른데이   |
| 제17회 | 3월 21일  | 덩어리 사용설명서            |
| 제18회 | 3월 28일  | 영애 인생에도 봄이 오려나 봄 |